# Závist (okres Blansko)
Obec Závist se nachází v okrese Blansko v Jihomoravském kraji. Žije zde 151 obyvatel. Rozlohou je nejmenší obcí v Česku. Nachází se asi 20 km severně od Brna.

## Historie
Obec vznikla z původní samoty prostírající se v blízkosti staré Trstenické stezky. Tehdy náležela do panství kuřimského, následně do černohorského nebo blanenského. Dominantou obce je zvonička z roku 1833, ve které je zavěšen zvon pocházející z kostela sv. Klimenta z Lipůvky. Ústí jedné takové štoly je dodnes patrné v zahradě hostince

## Zajímavosti
V obci Závist je hostinec, knihovna a kulturní dům. V obci je upravená náves, kde je opravená zvonice z r. 1833. Také byla opravena krásná kašna, do které dodnes přitéká voda z bývalého obecního vodovodu, který měl prameny nad obcí.

## Galerie

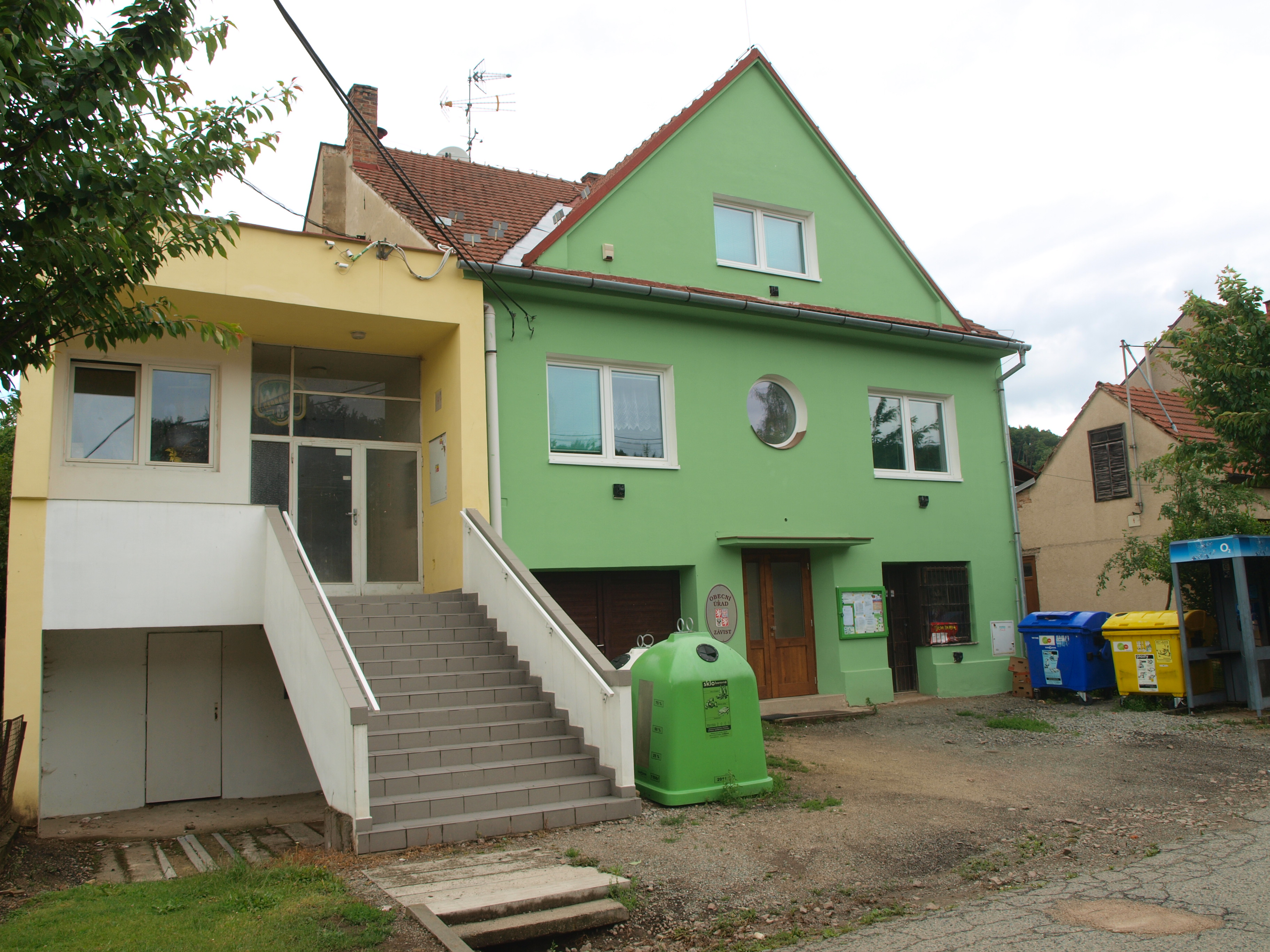
Obecní úřad
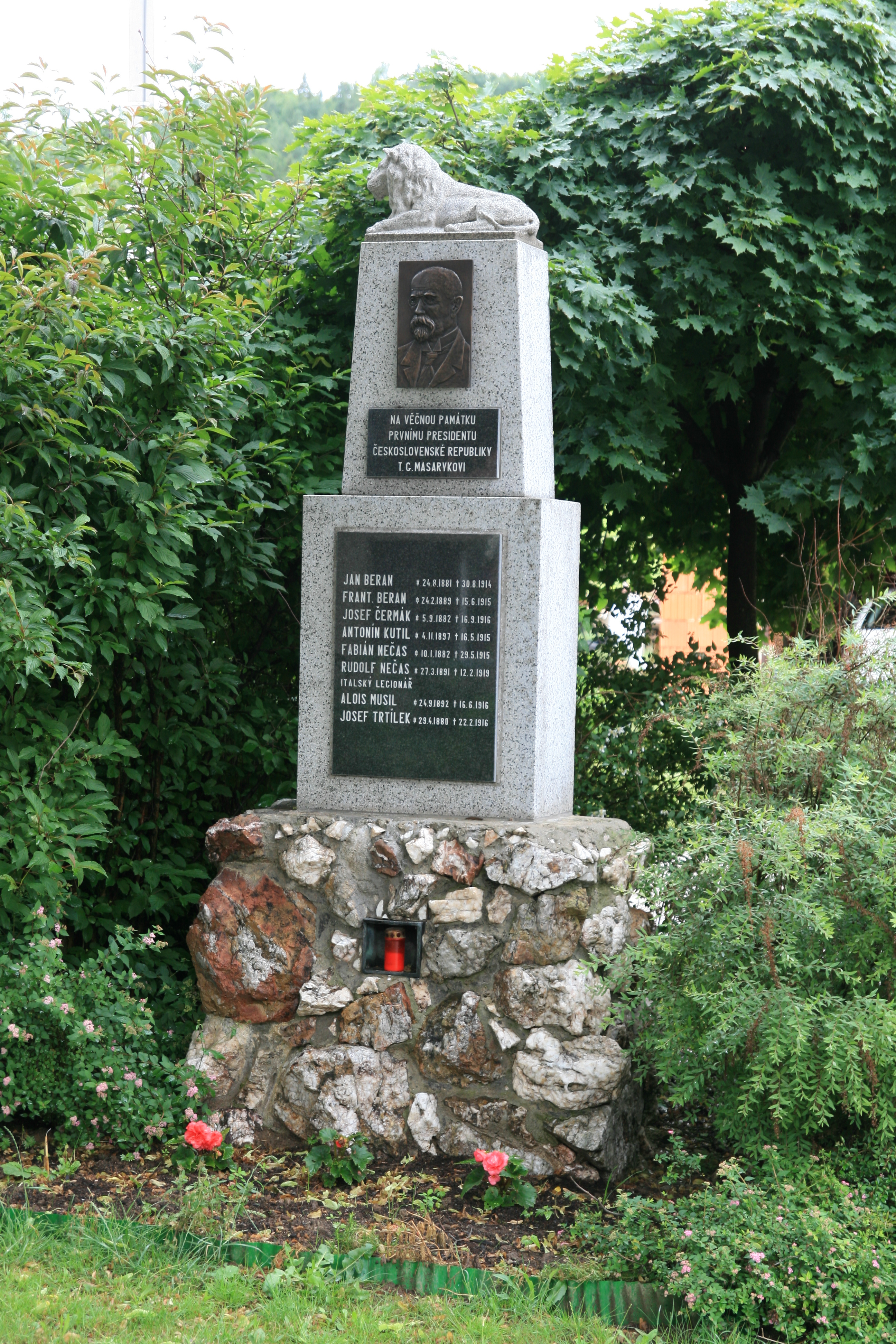
Památník T. G. Masaryka na návsi
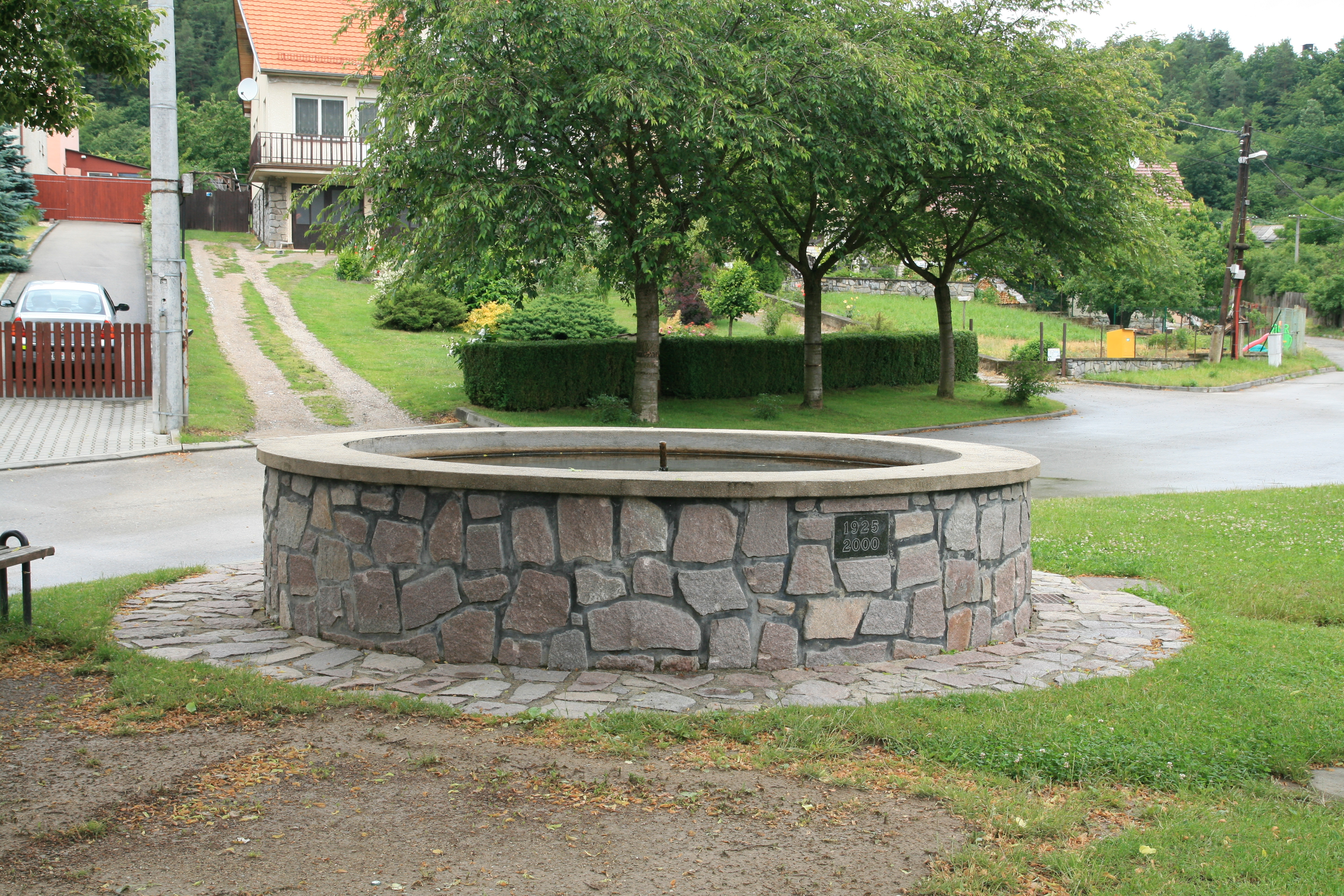
Kašna na návsi
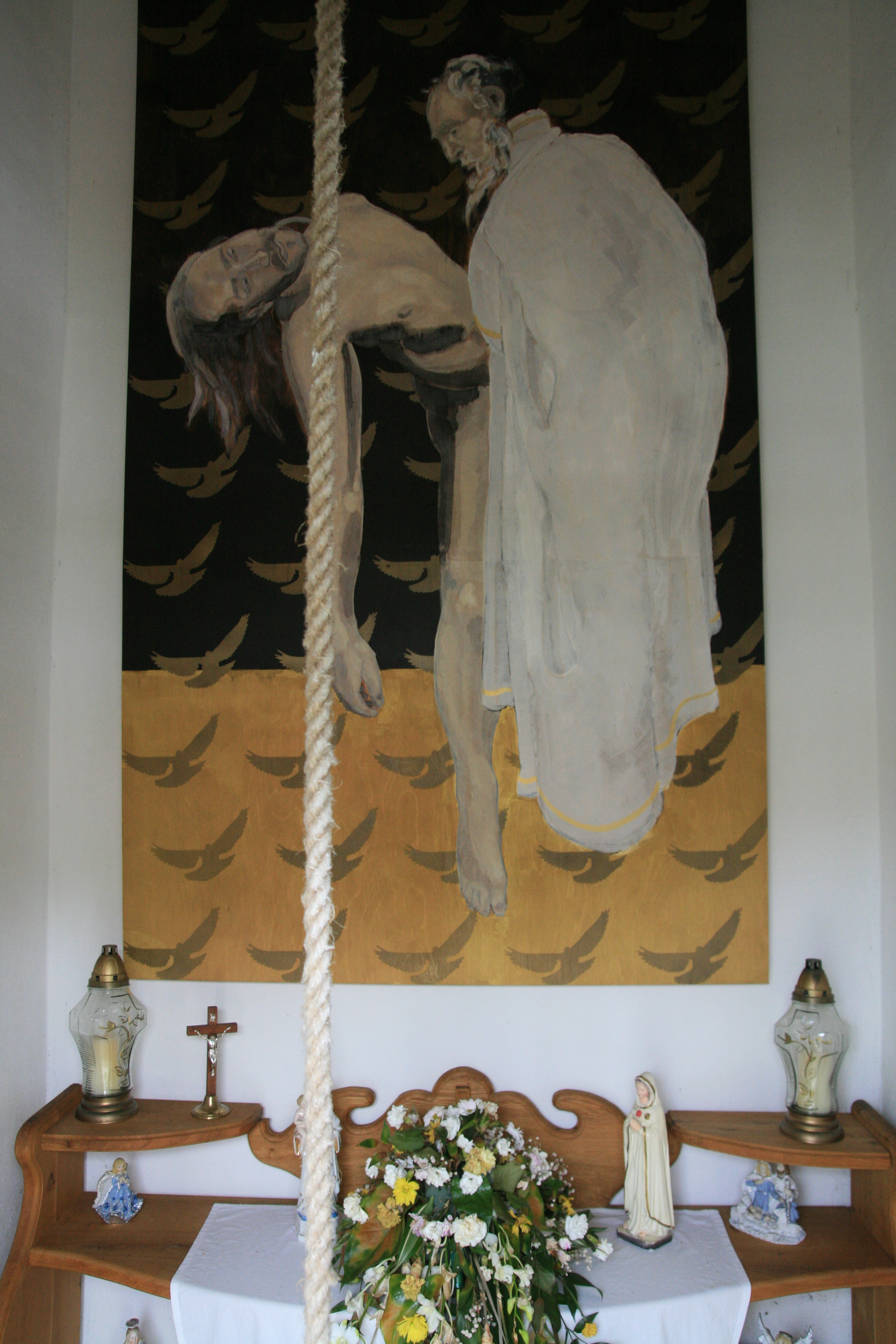
Interiér zvonice